# Castaldo
„Castaldo“ (německy Castaldo-Marsch) je slavnostní vojenská pochodová skladba z roku 1890, kterou složil český kapelník Rudolf Nováček.
Skladba byla pojmenována po veliteli pražské posádky 28. pěšího pluku rakousko-uherské armády polnímu maršálkovi Ludwigu von Castaldovi u kterého sloužil autor Rudolf Nováček. Mezi pozdější autory aranžmá skladby patřili např. rakouští kapelníci Theodor Ritter a Johann Evangelist Hummel nebo Franz Watz. Tento pochod nahrála i Česká filharmonie s dirigentem Václavem Talichem v roce 1954 a Václavem Neumannem v roce 1986.
Pochod dnes používá Armáda České republiky, Rakouská spolková armáda tak i armády některých dalších zemí.

## Text ke skladbě
Pochod byl otextován až dodatečně. Měl několik verzí. Jednou z nich byla verze „My jsme ta pražská pára, nás zná přec celá Praha“. O této verzi píše ve svém Tržišti senzací i Egon Erwin Kisch. Další a nejznámější verzí je pak verze začínající „My jsme ta těžká váha“.

### Nejznámější text
My jsme ta těžká váha,
z nás nikdo nezaváhá
za naše svatá práva
se s nepřítelem bít.
A nic se nepáráme,
však to co jednou máme
to proti naší vůli
nám nikdo nesmí vzít.